# Red Rooster (Unternehmen)

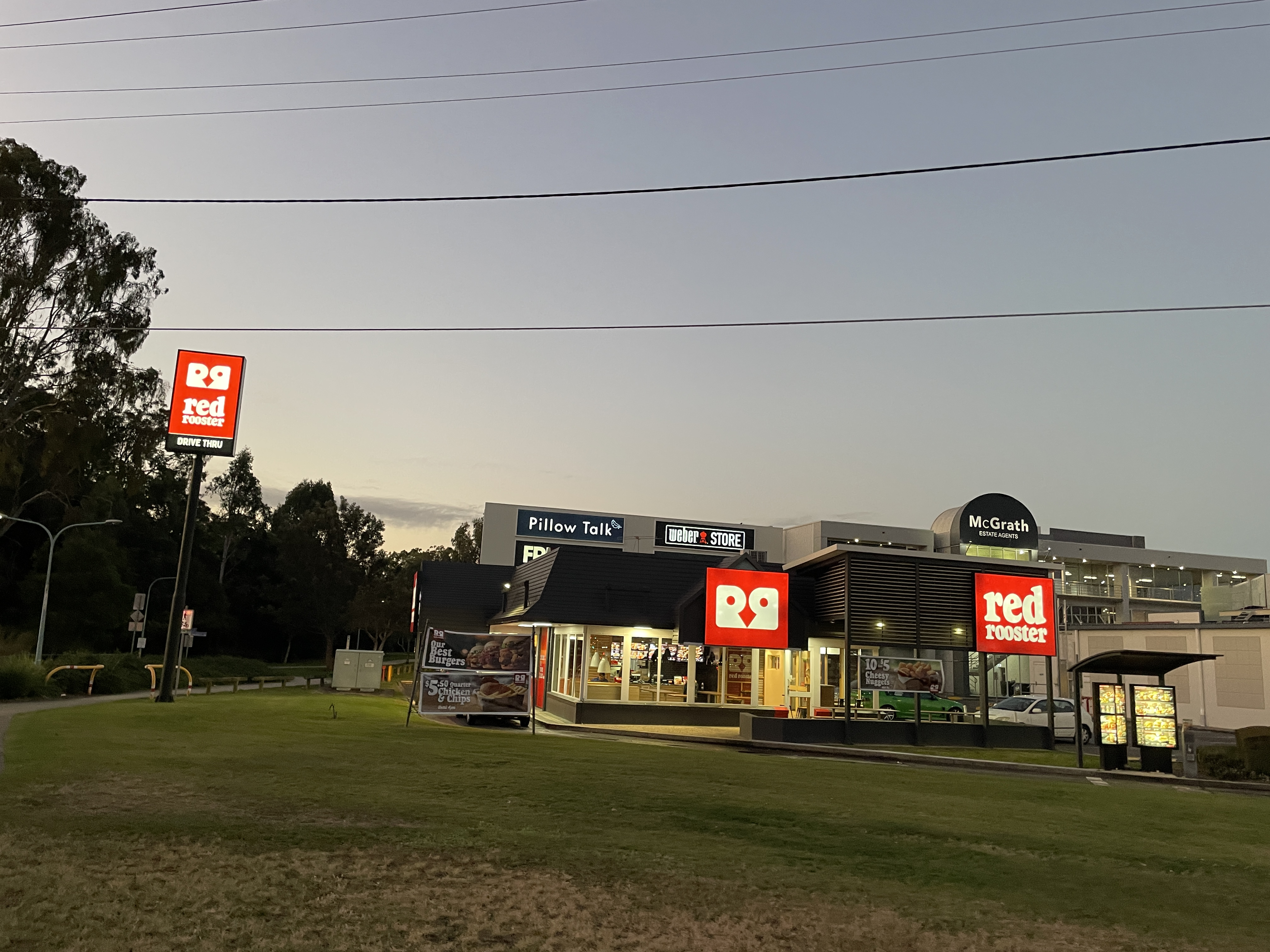
Red Rooster in Brisbane

Red Rooster (englisch für roter Hahn) ist eine australische Schnellrestaurantkette, die sich auf den Verkauf von Brathähnchen, Pommes frites und anderen Hühnerfleischprodukten spezialisiert hat.
Die ursprüngliche Red Rooster-Filiale war eine kleine Imbissbude in 98 Wanneroo Road in Tuart Hill. Eröffnet im Jahr 1970/71 wurde der Imbiss nach 12 Monaten geschlossen und verschwand.
Die Familie Kailis eröffnete im Jahr 1972 ihren ersten „Red Rooster“ in Kelmscott, einem Vorort von Perth. Im Jahr 1992 kaufte „Red Rooster“ die Fast-Food-Kette „Big Rooster“, um auch in den östlichen Staaten von Australien zu expandieren. Die aufgekauften Geschäfte wurden in „Red Rooster“ umbenannt. Im Jahr 2002 wurde Red Rooster von „Australian Fast Foods“ übernommen. Inzwischen gibt es 290 „Red Rooster“-Restaurants in New South Wales, Victoria, Australian Capital Territory, Queensland, Western Australia und dem Northern Territory.
Bis zu den späten 1990er-Jahren waren die Restaurants nur von der Mittagszeit bis 21 Uhr geöffnet. Inzwischen hat auch Red Rooster ein Frühstücksmenü eingeführt, um der Konkurrenz des Marktführers McDonald’s in dieser Hinsicht zu begegnen. Red Rooster bietet nun auch Menüs mit weniger Fett und weniger Salz an, um der wachsenden Nachfrage von gesünderen Speisen gerecht zu werden.